# Zwijnaarde
Zwijnaarde ist ein Dorf in der belgischen Provinz Ostflandern und eine Teilgemeinde von Gent, der Provinzhauptstadt von Ostflandern. Zwijnaarde hat  7.081 Einwohner (Stand: 31. Dezember 2014) und eine Fläche von 12,18 Quadratkilometer.

## Geschichte
Die älteste Erwähnung „Suinarde“ stammt aus dem 12. Jahrhundert und soll sich etymologisch herleiten von „zwin“ (feuchte Erde, morastiges Gelände) und „aarde“ (Erde).
An der Römerstraße, die von Bavay über Oudenaarde nach Blicqui führte, und nach der heute Heerweg Noord und Heerweg Zuid genannt sind, gab es Funde aus der Römerzeit, unter anderem Münzen. (Die Römerstraße lief aber nicht entlang des heutigen Heerweg, sondern entlang des heutigen Grote Steenweg Noord und Grote Steenweg Zuid.)
Von 1344 bis 1796 war Zwijnaarde Eigentum der Abte der Sankt-Peters-Abtei in Gent, die sich dort einen Landsitz bauen ließen (das heutige Kasteel van Zwijnaarde). Auf diesem Landsitz empfingen sie wichtige Gäste, z. B. die Grafen von Flandern übernachteten dort vor ihrer Investitur in der Sankt-Peters-Abtei.
Zwijnaarde blieb lange Zeit eine ländliche Gemeinde; der südliche und der westliche Teil sind auch heute noch eher ländlich. Heute durchkreuzen die E40 (seit 1950), die E17 (seit 1970) und der Ringvaart (ein Kanal, seit 1969) die Gemeinde. Das Kleeblattkreuz Zwijnaarde verbindet die E17 und die E40.

## Architektur und Kulturerbe

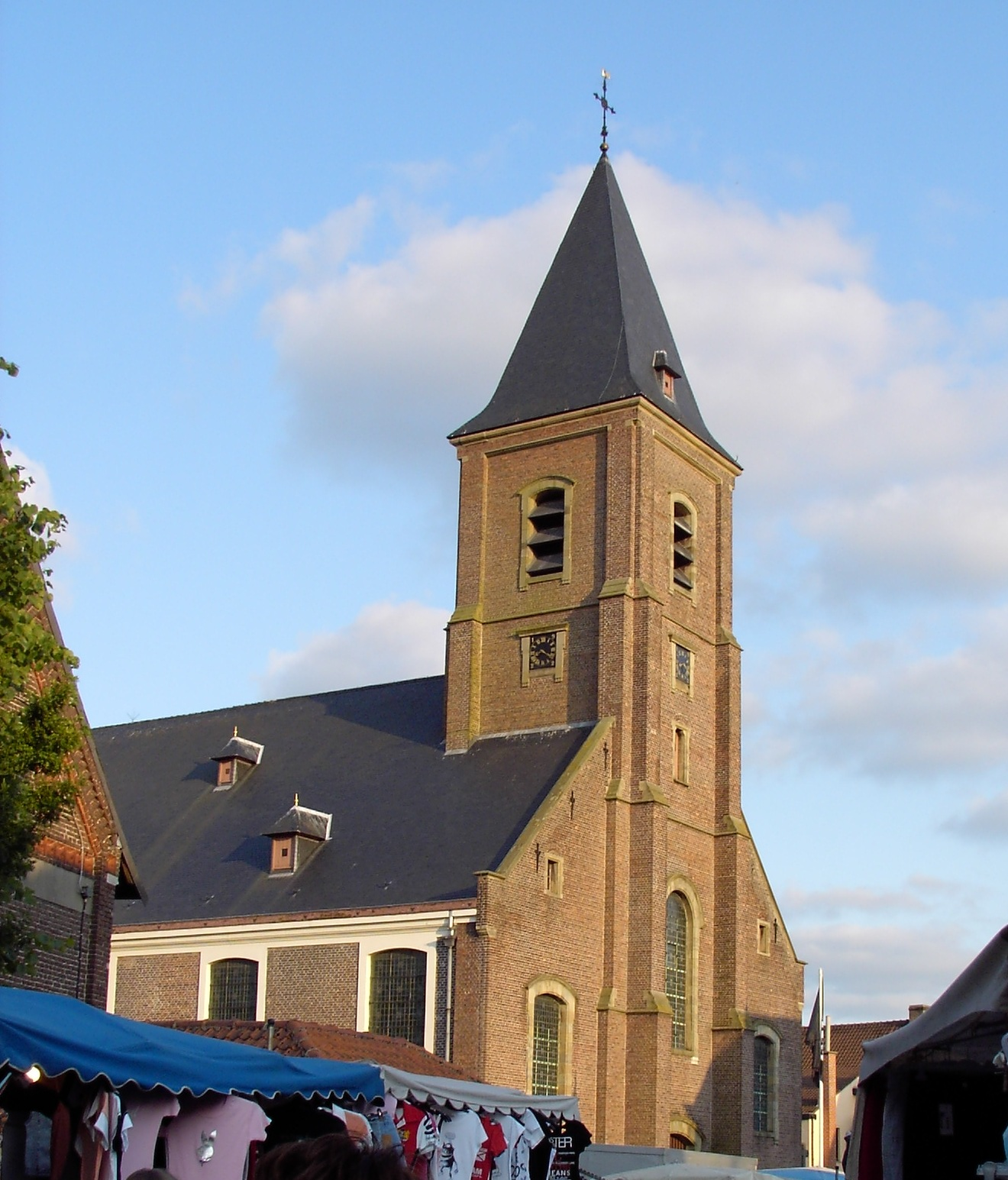
Parochialkirche St.-Niklaas

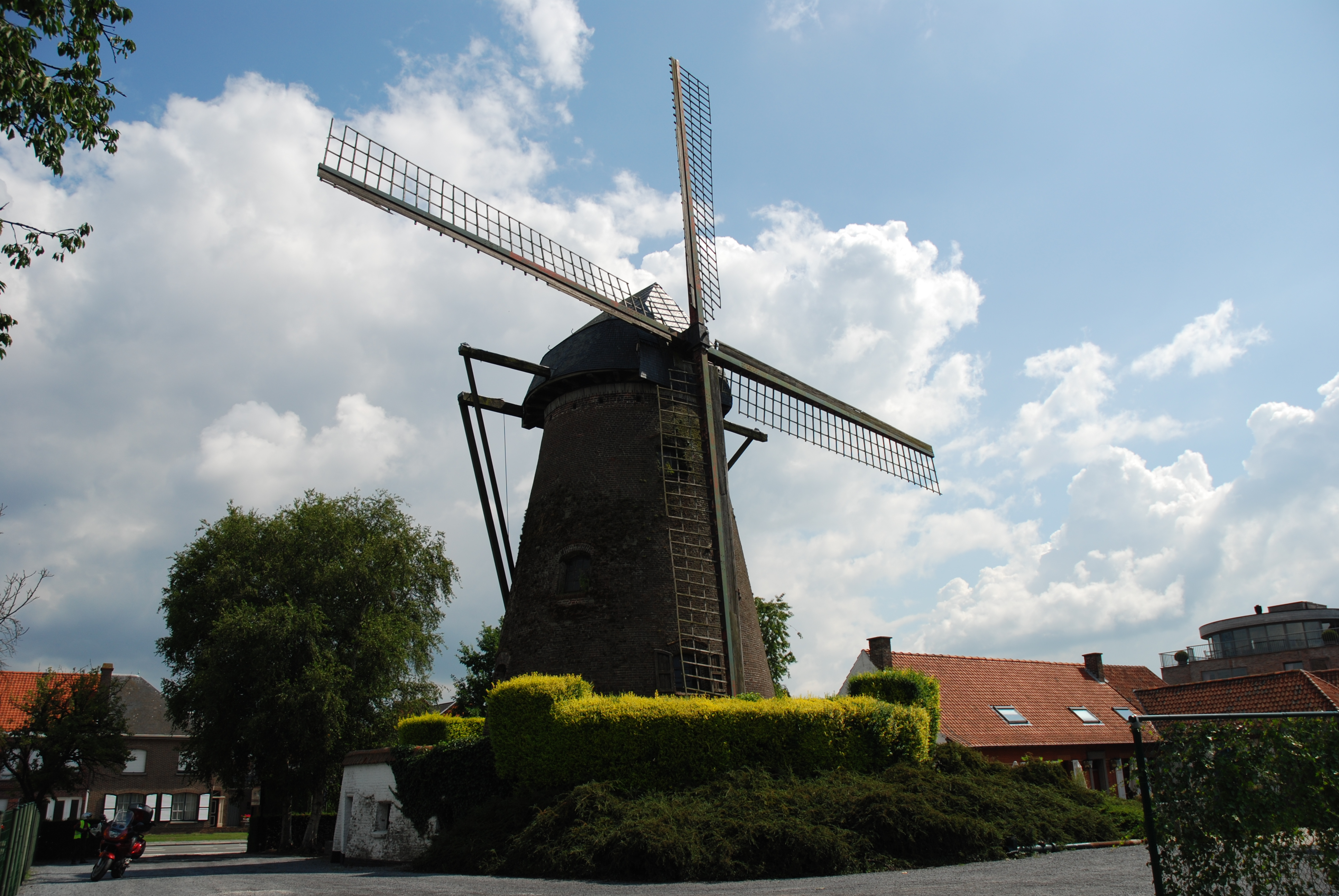
Windmühle (Bergholländer)

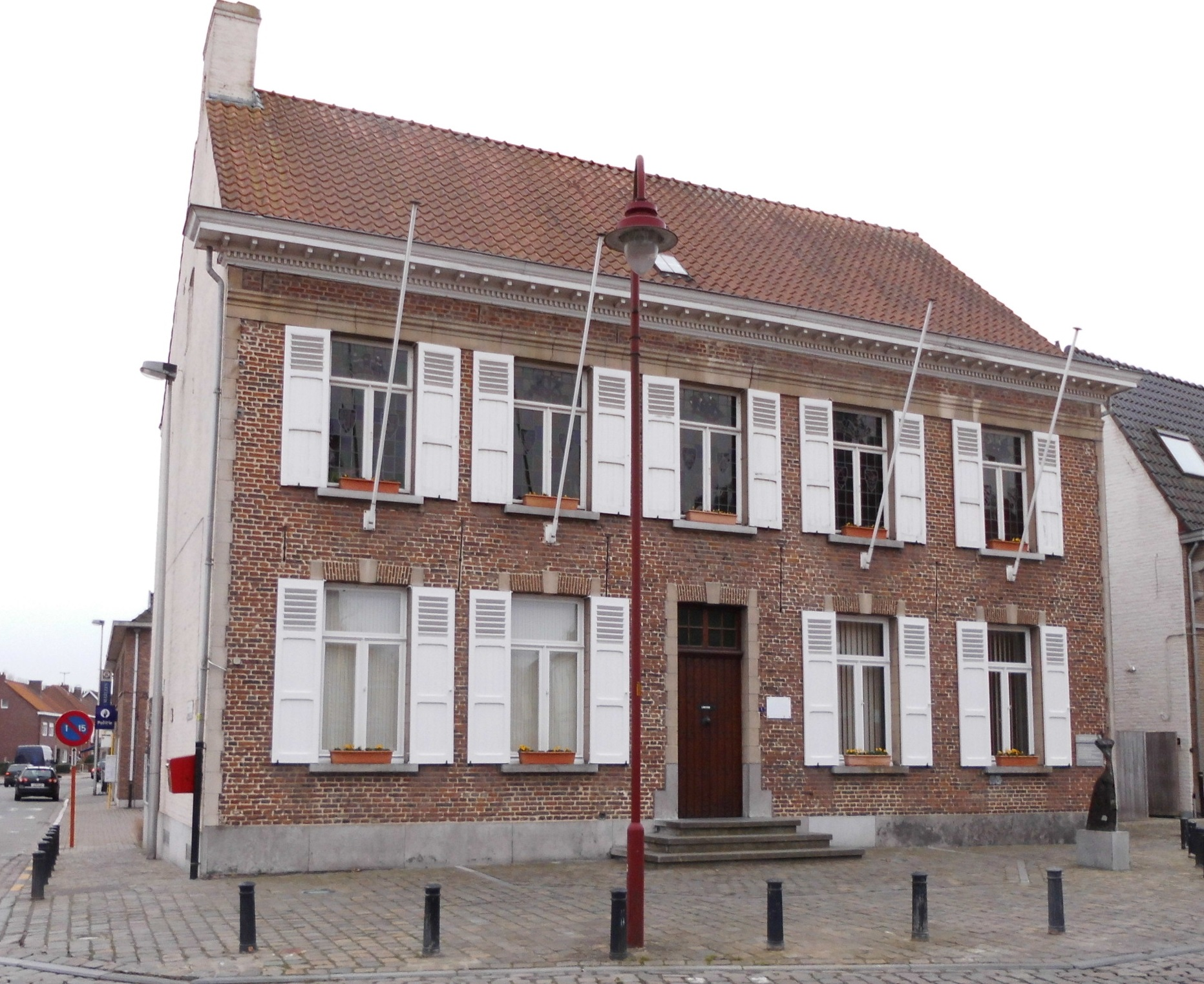
Rathaus

Die Parochialkirche St.-Niklaas wurde erstmals 1072 erwähnt. Das heutige Gebäude wurde zum Großteil 1775 gebaut und circa 1860 erweitert. Nach dem Ersten Weltkrieg wurde der Turm, der 1918 zerstört worden war, wiederaufgebaut.
Die Glocke wurde während des Bildersturms gestohlen und 1585 dem Herzog Julius Braunschweig-Lüneburg verkauft, der sie der Kirchengemeinde von Bleckenstedt schenkte. 2015 finanzierte eine Bürgerinitiative in Zwijnaarde die Erstellung einer Kopie dieser Glocke.
Das Pfarrhaus datiert 1790.
Das Postamt in vom Art Nouveau beeinflussten Stil wurde um 1900 gebaut.
Das Medisch-Pedagogisch Instituut St.-Jozef der Broeders van Liefde wurde 1929–1930 im Art-déco-Stil gebaut; im Park befinden sich ebenfalls Häuser in Art déco.
Schloss Nieuwgoed oder Nieuwhenhove wurde 1715 Besitztum der Familie Soenens. Nachdem das Gebäude 1915 durch Brand völlig zerstört worden war, wurde 1928 ein neues Schloss gebaut. Der Stil des neuen Gebäudes wurde durch den des ursprünglichen Schlosses inspiriert; die Fassade ist in einem neo-Ludwig-XVI.-Stil. Das Tor im Empirestil im Norden soll von einem der Genter Stadttore herkommen. Im Park befinden sich noch Gebäude aus dem 18. Jahrhundert und eine Orangerie, die um 1880 gebaut wurde.
Schloss De Klosse (alter Name: „Hoedje“) ist eine ehemalige Sommerresidenz aus dem 19. Jahrhundert in einem am Klassizismus angelehnten Stil.
Der ehemalige Bauernhof und Poststation „Ouwe Klosse“ entstammt dem späten 18. Jahrhundert (um 1789).
Das Gebäude des heutigen Restaurants „Oud Gemeentehuis“ („Altes Rathaus“) diente bis zum Zweiten Weltkrieg als Rathaus. Das Gebäude hatte ursprünglich nur ein Stockwerk und wurde in den 1920er Jahren erhöht.
Der Bergholländer (flämisch: „beltmolen“) wurde um ursprünglich um 1700 gebaut; der heutige Anblick stammt aus dem 19. Jahrhundert. Die Mühle diente ursprünglich um Leinöl herzustellen und später als Getreidemühle. Neben Wind benutzte die Mühle auch Diesel als Antrieb; zwischen 1945 und 1965 ausschließlich elektrischen Strom. Die Mühle wurde 1971–1972 restauriert; da die Mahlvorrichtung verloren ging, kann heute kein Getreide mehr gemahlen werden. Die Wohnung vor der Mühle existiert spätestens seit dem frühen 19. Jahrhundert.
Das Predikherenhof ist ein älterer kleiner Schlossbau mit einem Park. Die heutige Form im Neorokokostil wurde 1909 vollendet. Westlich des Gebäudes befinden sich Remisen und Dienstgebäude, die 1909 renoviert wurden.
Das Schloss von Zwijnaarde oder Schloss della Faille hat eine Vorgeschichte, die bis ins 14. Jahrhundert zurückreicht: 1345 gelang das Schloss in den Besitz der Sankt-Peters-Abtei. Ab 1420 schrieb das Protokoll vor, dass die Grafen von Flandern in der Nacht vor ihrer Investitur in der Sankt-Peters-Abtei im Schloss übernachten mussten. Es diente auch kurz als Residenz für Isabella von Österreich, die dort Anfang 1526 verstarb. Im 17. Jahrhundert wurde das Schloss während des reformatorischen Bildersturms zerstört und vom Abt Joachim Arsenius Schayck wiederaufgebaut. Während der französischen Besatzung wurden alle beschlagnahmten Besitztümer der Sankt-Peters-Abtei, einschließlich des Schlosses, 1797 öffentlich verkauft. Seit dem 19. Jahrhundert gehört das Schloss der Familie della Faille d'Huysse. Um 1836 wurde das Schloss im klassizistischen Stil wiederaufgebaut. Nach der Zerstörung im Ersten Weltkrieg wurde es 1922 im Neorokokostil wiederaufgebaut.
Das Haus „De Torre“ wurde 1637 und 1905 erweitert. Es gehörte ursprünglich der Sankt-Peters-Abtei und später den Eigentümern des Schlosses von Zwijnaarde.
Das Schloss Rijvissche wurde nach den ältesten verzeichneten Eigentümern, der Familie Rijvissche (12.–14. Jahrhundert), genannt. Im 16. Jahrhundert gelangte das Schloss in den Besitz der wichtigen Genter Familie Van der Sickelen. 1564 gelang es in den Besitz von Joris Rockelfing, Amtmann des Oudburg-Viertels in Gent; es blieb bis zum Ende des 18. Jahrhunderts im Besitztum der Familie Rockelfing. Später war das Schloss eine gewisse Zeit im Besitz der Großmutter des Nobelpreisträgers für Literatur Maurice Maeterlinck; der Autor wohnte dort mehrere Male. Das Gebäude weist noch mittelalterliche Teile auf; andere Teile wurden im 16. Jahrhundert bzw. um 1800 hinzugefügt.

## Wirtschaft und Infrastruktur

### Öffentlicher Nahverkehr
Mehrere Linien des Genter Stadtbusnetzes fahren durch oder nach Zwijnaarde. Seit 2013 arbeitet man auch an der Verlängerung einer Straßenbahnlinie bis Zwijnaarde.

### Wissenschaft und Wirtschaft
Das Technologie- und Wissenschaftspark „Technologiepark Zwijnaarde“ der Universität Gent umfasst ungefähr 40 Forschungszentren und Firmen (zum Teil Start-ups), vor allem in den Bereichen Biotechnologie und IKT. Im Technologiepark befinden sich aus das Hauptquartier der Firma Fujirebio (früher Innogenetics), einer Firma, die sich auf In-vitro-Tests spezialisiert hat.
Zwijnaarde ist auch der Standort des Flämischen Instituts für Biotechnologie (Vlaams Instituut voor Biotechnologie, VIB).
Seit 2014 planen die Stadt Gent, die Universität Gent und das VIB einen neuen Wissenschaftspark bzw. Gewerbegebiet, „Eiland Zwijnaarde“ (Insel Zwijnaarde), das später zusammen mit dem „Technologiepark Zwijnaarde“ unter dem Namen „Tech Lane Ghent Science Park“ gefördert werden soll.

## Persönlichkeiten
- Julien Van Oostende (1931–2012), Radrennfahrer